# Lower Kalskag
Lower Kalskag és una població dels Estats Units a l'estat d'Alaska. Segons el cens del 2007 tenia 268 habitants.

## Demografia
Segons el cens del 2000, Lower Kalskag tenia 267 habitants, 66 habitatges, i 54 famílies La densitat de població era de 80,5 habitants/km².
Dels 66 habitatges en un 62,1% hi vivien nens de menys de 18 anys, en un 47% hi vivien parelles casades, en un 24,2% dones solteres, i en un 16,7% no eren unitats familiars. En el 15,2% dels habitatges hi vivien persones soles l'1,5% de les quals corresponia a persones de 65 anys o més que vivien soles. El nombre mitjà de persones vivint en cada habitatge era de 4,05 i el nombre mitjà de persones que vivien en cada família era de 4,53.
Per edats la població es repartia de la següent manera: un 44,9% tenia menys de 18 anys, un 13,5% entre 18 i 24, un 22,1% entre 25 i 44, un 15,4% de 45 a 60 i un 4,1% 65 anys o més.
L'edat mediana era de 21 anys. Per cada 100 dones hi havia 96,3 homes. Per cada 100 dones de 18 o més anys hi havia 98,6 homes.
La renda mediana per habitatge era de 25.625 $ i la renda mediana per família de 27.500 $. Els homes tenien una renda mediana de 16.667 $ mentre que les dones 36.250 $. La renda per capita de la població era de 7.654 $. Aproximadament el 36,7% de les famílies i el 40,6% de la població estaven per davall del llindar de pobresa.

## Poblacions més properes
El següent diagrama mostra les poblacions més properes.